# La Rose de Thèbes
 (juillet 2025).
Pour plus de détails, voir Fiche technique et Distribution.
La Rose de Thèbes (La rosa di Tebe) est un film italien réalisé par Enrico Guazzoni, sorti en 1912.

## Fiche technique
- Titre : La Rose de Thèbes
- Titre original : La rosa di Tebe
- Réalisation : Enrico Guazzoni
- Pays d'origine : Royaume d'Italie
- Format : Noir et blanc - 1,33:1 - Film muet
- Genre : drame
- Date de sortie : 1912

## Distribution
- Francesca Bertini
- Alfredo Bracci
- Ignazio Lupi
- Amleto Novelli